# The Calypso
Die The Calypso war ein Kreuzfahrtschiff, das 1967 als Canguro Verde gebaut wurde. Es gehörte dem griechischen Eigner Shineco Inc. in Athen. Zuletzt fuhr es unter der Flagge Zyperns und war an die Kreuzfahrtreederei Louis Cruise Lines verchartert.

## Schiffsgeschichte
Das Kreuzfahrtschiff The Calypso wurde 1967 von der Italcantieri S.p.A. (heute Fincantieri) südlich von Neapel in Castellammare di Stabia als Fährschiff Canguro Verde gebaut. Das Schiff wurde von der Navigazion Traghetti Sardi in Cagliari in Dienst gestellt und zwischen Genua, Barcelona, Cagliari und Porto Torres eingesetzt. 1974 wurde die Canguro Verde an die Società Linee Canguro ebenfalls in Cagliari verkauft, 1981 wechselte sie erneut den Besitzer und fuhr für Fayez Trading&Shipping in Dschidda unter Saudi-Arabischer Flagge als Durr zwischen Suez und Dschidda. Wegen eines schweren Maschinenschadens war von November 1982 bis Februar 1983 ein Werftaufenthalt in Malta notwendig. Ein weiterer Verkauf 1989 an die Strintzis Lines in Piräus führte unter dem Namen Ionian Harmony zu Einsätzen zwischen Patras, Dubrovnik und Ancona. Im Oktober 1990 wurde sie unter dem neuen Besitzer Thomas Ltd in Nassau als Sun Fiesta zwischen Puerto Rico and St. Thomas vorgesehen, kam aber letztlich nicht zum Einsatz.
Stattdessen wurde das Schiff im September 1992 an den griechischen Reeder Antonios Lelakis verkauft, 1993 in ein Kreuzfahrtschiff umgebaut und an Regency Cruises in Nassau weiterverkauft, die das Schiff von New York aus als Regent Jewel operieren ließ. Im Dezember 1994 erfolgte der Verkauf an den Eigner Jule Cruises in Nassau, der das nun Calypso genannte Schiff bis 1998 an Transocean Tours vercharterte. Die Calypso operierte in dieser Zeit von Piräus und Nizza aus. Von 1998 bis 2000 war das Schiff stillgelegt und wurde generalüberholt. Im Juni 2000 wurde es bei einer Schiffsauktion durch Louis Cruise Lines in Limassol erworben, im Mai 2005 an ihren letzten Betreiber Shineco Inc in Athen übertragen. Zeitweise charterte auch Thomson Cruises das Schiff. Im Januar 2013 wurde das Schiff zum Verschrotten nach Alang (Indien) verkauft. Im April 2013 begannen die Abbrucharbeiten.

## Brand im Maschinenraum
Auf dem Weg vom belgischen Seebrügge zur Kanalinsel Guernsey brach am Samstag, dem 6. Mai 2006 um 4:47 h (MESZ) morgens etwa 25 Kilometer südlich des Badeortes Eastbourne ein Brand im Maschinenraum aus (Meldung der Küstenwache Dover nach Empfang eines Mayday-Rufs der Calypso). Der Brand konnte von eingeflogenen britischen und französischen Feuerwehrleuten gelöscht werden. Die 708 Menschen an Bord mussten ihre Rettungswesten anlegen, die Rettungsboote wurden ausgeschwenkt, aber nicht zu Wasser gelassen. Unmittelbar nach Abschluss der Löscharbeiten wurde die Calypso in den südenglischen Hafen Southampton geschleppt, wo die Passagiere und Besatzung sämtlich unverletzt von Bord gingen.

## Ausstattung
- Decks: 8 Passagierdecks für maximal 740 Passagiere in 243 Kabinen
- Kabinenstromversorgung: 110 Volt Wechselspannung
- Gastronomie: 5 Bars/Lounges, Bistro, Disco, Casino
- Freizeitangebot: Bücherei, Swimmingpool, Fitness-Zentrum, Sauna- und Massageraum, Boutiquen